# Alfie Bavidge
Alfie Bavidge (* 11. April 2006 in Aberdeen) ist ein schottischer Fußballspieler, der beim FC Aberdeen in der Scottish Premiership unter Vertrag steht und an Inverness Caledonian Thistle verliehen ist.

## Karriere

### Verein
Alfie Bavidge wurde im Jahr 2006 in Aberdeen als Sohn des schottischen Fußballspielers Martin Bavidge geboren. Er begann seine Karriere in seiner Kindheit etwa zehn Kilometer seiner Geburtsstadt entfernt in Dyce beim Dyce Boys Club. Als Achtjähriger wechselte er in die Jugendakademie des FC Aberdeen. Nachdem er in der Akademie beeindruckt hatte und dabei viele Tore erzielte, gab er am 4. Februar 2023 sein Profidebüt für Aberdeen im Alter von 16 Jahren, als er in der zweiten Halbzeit bei einem 3:1-Sieg gegen den FC Motherwell für Bojan Miovski eingewechselt wurde.
Im September 2023 wechselte Bavidge auf Leihbasis bis Januar 2024 zum schottischen Drittligisten Kelty Hearts. Nach zwei Treffern in zehn Einsätzen wurde sein Leihvertrag bis zum Saisonende verlängert.

### Nationalmannschaft
Alfie Bavidge debütierte am 29. März 2022 in der schottischen U17-Nationalmannschaft gegen Georgien. Am 15. Februar 2023 gelang ihm sein erstes Tor in dieser Altersklasse bei einem 4:4-Unentschieden gegen die Schweiz. Zwei Tage später gelang ihm beim 7:0-Sieg über den gleichen Gegner im Trainingslager im spanischen Murcia ein weiteres Tor.

## Familie
Sein Vater Martin Bavidge war als Fußballprofi bei Inverness Caledonian Thistle und dem FC Peterhead aktiv, sein Großvater Mitch Bavidge beim FC Dundee und den Raith Rovers.